# Barbara Jones
Barbara Pearl Jones (Chicago, 26 de março de 1937) é uma ex-velocista e campeã olímpica norte-americana.
Competiu em Helsinque 1952 no revezamento 4x100 m que conquistou a medalha de ouro e quebrou o recorde mundial da prova em 45s9, a lado de Mae Faggs, Catherine Hardy e Janet Moreau. Com esta vitória, ela se tornou a mais jovem atleta campeã olímpica no atletismo até hoje, com 15 anos e 123 dias de idade na data da prova.
Não participou de Melbourne 1956 mas voltou a competir em Roma 1960, conquistando a segunda medalha de ouro olímpica no 4x100 m junto com Wilma Rudolph, Lucinda Williams e Martha Hudson, que novamente estabeleceu nova marca mundial – 44s50 – na semifinal da prova.
Além das conquistas olímpicas ela também ganhou três medalhas de ouro nos 100 m e no revezamento 4x100 m dos Jogos Pan-americanos da Cidade do México 1955 e Chicago 1959.